# Auchindoun Castle
Auchindoun Castle is een kasteel dat stamt uit het einde van de vijftiende eeuw. Het ligt drie kilometer ten zuiden van Dufftown in de regio Moray van Schotland.

## Geschiedenis
Er zijn aanwijzingen dat er eerder een fort uit de IJzertijd heeft gestaan op deze heuvel.
De precieze bouwdatum van het huidige Auchindoun Castle is onbekend. Thomas Cochrane werd in 1479 tot Earl of Mar benoemd door Jacobus III van Schotland. Thomas was architect en men neemt aan dat hij het kasteel liet bouwen. Hoewel sommigen menen dat de bouw reeds begonnen was door John Stuart, Earl of Mar, de broer van Jacobus III. John Stuart overleed in 1479 in Craigmillar Castle, alwaar hij gevangen zat op beschuldiging van verraad aan zijn broer. De oudst bewaard gebleven vermelding van het kasteel stamt uit 1509. Het kasteel werd in dat jaar door Sir James Ogilvy geschonken aan zijn neef Alexander Ogilvy. De zoon van Alexander verkocht het kasteel in 1567 aan Sir Adam Gordon. De clan Gordon gebruikte het kasteel vermoedelijk al vanaf 1535.

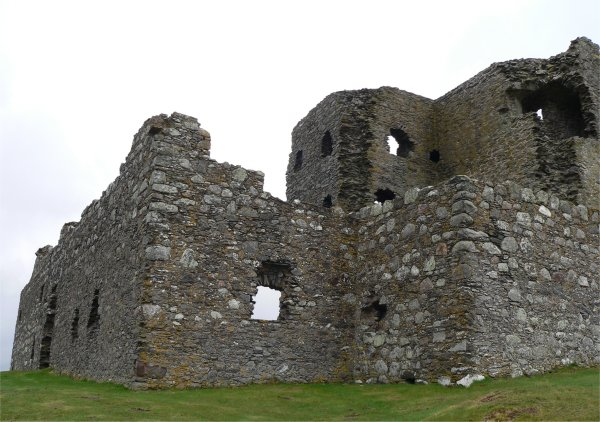
Auchindoun Castle vanaf de noordoostzijde, met op de voorgrond de versterkte muur. Links is de oostpoort zichtbaar.

Adam Gordon, eigenaar van Auchindoun Castle, viel in 1571 Corgarff Castle aan, plunderde het en stak het in brand. Hierbij liet hij Margaret Campbell, echtgenote van John Forbes, en een aantal van haar familieleden en personeel in het kasteel meeverbranden.
In 1591 werd Auchindoun Castle door William Mackintosh verbrand, vermoedelijk als wraak voor de dood van de Earl of Moray, door de Earl of Huntly en Sir Patrick Gordon van Auchindoun. De titel van Earl of Huntly hoorde destijds bij het hoofd van de clan Gordon, welke gevestigd was in Huntly Castle.
In 1594 kwam het kasteel weer in handen van de familie Ogilvy, waarbij het kasteel weer hersteld werd. Karel II van Engeland schonk het kasteel later aan de Earl of Huntly. Het kasteel werd echter geleidelijk aan verlaten en was in ieder geval in 1725 geheel onbewoond. In dat jaar werden er stenen van het kasteel gebruikt voor de bouw van een huis in Balvenie.

### Ballade
Er bestaat een ballade over William Mackintosh met betrekking tot het verwoesten van Auchindoun Castle. In het Engels is deze als volgt:
"Turn Willie Mackintosh, Turn, turn I bid you; If you burn Auchindoun, Huntlie will head you.
Head me or hang me, That winna fley me; I'll burn Auchindoun Ere the life lea'me."
Vrij vertaald:
"Draai je om William Mackintosh, draai je om, vraag ik je. Als je Auchindoun verbrandt, zal Huntly je onthoofden.
Onthoofden of ophangen mag je met me doen. Ik zal Auchindoun verbranden, nog voordat het leven me verlaat."
William Mackintosh zou volgens de overlevering inderdaad zijn onthoofd.

## Bouw

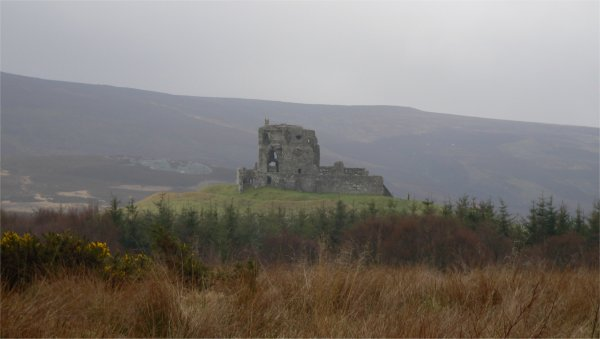
Auchindoun Castle en het omliggende landschap vanaf het westen.

Het kasteel is boven op een heuvel gelegen. Het bestaat uit een grote toren met een L-vormige plattegrond. Op de eerste etage bevond zich de Grote Hal. Rondom deze toren is een versterkte muur met de toegangspoort aan de zuidzijde. Een kleinere poort bevindt zich aan de oostzijde. Tussen de muur en de toren bevindt zich een relatief kleine binnenplaats.

## Beheer
Auchindoun Castle wordt beheerd door Historic Environment Scotland, net als Duffus Castle.